# Юнак з рукавичками
 «Юнак з рукавичками» (італ. Uomo dal guanto) — портрет юнака, ім'я котрого втрачене, створений венеційським художником Тиціаном близько 1523 року.

## Опис твору
Юнак зі шляхетної родини сидить прямо, але не дивиться на глядача. Він у стримано-темному одязі з широкими рукавами. Розріз на грудях відкриває вузьку смужку коштовної білої сорочки з плоєним коміром, котру за модою того часу не приховували повністю. Юнак має дві коштовні прикраси — перстень на пальці правої руки і довгий золотий ланцюжок з перлинкою. Останньою і досить важливою вказівкою на шляхетність і багатство юнака є дві рукавички. У 16 столітті рукавички були статусним аксесуаром одягу князів церкви і світських аристократів, тому рукавички не приховували, а охоче демонстрували, прикрашали вишивками, додатковими розрізами чи коштовним камінням.
Рукавичок на картині дві, але портрет помилково позначають як портрет невідомого «з рукавичкою».
У юнака на портреті проста зачіска і перші неголені вуса. Майстерність художника перетворила простий за композицією портрет на значуще зображення юнака з ознаками тогочасного ідеалу. В портреті присутні риси різкуватої, реалістичної манери художника, що успішно долав впливи манери Джорджоне з її недомовленістю, поетичністю і нечіткими контурами після його смерті.

## Інтерпретація портрета
Всі інтерпретації портрета зосереджені на пошуках імені зображеного. Юнака розпізнають то як Джамбаттіста Малатеста, посланця герцога Гонзага у Венеції, то як Ферранте Гонзага. Якщо брати до уваги датування портрета 1523 роком, то на портреті міг бути Ферранте Гонзага, котрому було шістнадцять років у 1523 році.

## Провенанс (історія побутування)
Портрет невідомого юнака із шляхетної родини походить зі збірок герцогів Гонзага в місті Мантуя. 1627 року портрет був придбаний до зібрання короля Англії Карла І. Король був страчений 1649 року, а його картинна галерея була розпродана на аукціоні. Портрет придбав паризький банкір Ебергард Ябах. Твір мистецтва змінив декількох володарів, допоки не опинився у власності короля Франції Луї XIV і прикрашав палац Версаль. 1792 року коштовний твір мистецтва венеційського художника передали у палац Лувр, котрий з 1793 року оголосили національним музеєм.